# Sas
Sas es una entidad de población española del municipio de Sarroca de Bellera, perteneciente a la provincia de Lérida, en la comunidad autónoma de Cataluña.

## Historia
Hacia mediados del siglo XIX, el lugar era referido como un caserío. Aparece descrito en el decimotercer volumen del Diccionario geográfico-estadístico-histórico de España y sus posesiones de Ultramar de Pascual Madoz con las siguientes palabras:

SAS: cas. en la prov. de Lérida, part. jud. de Tremp: es uno de los que forman el l. de Batlliu de Sas (V.).
(Madoz, 1849, p. 875)

En la actualidad, pertenece al municipio de Sarroca de Bellera. En 2023, la entidad singular de población tenía empadronados 3 habitantes.